# Outrageous
Singles de Britney Spears
Everytime
(2004) My Prerogative
(2004)
Pistes de In the Zone
Toxic Touch of My Hand
Outrageous est une chanson de la chanteuse américaine pop, Britney Spears, extraite de son quatrième album studio, In the Zone. Le titre est paru 13 juillet 2004 sous Jive Records en tant que quatrième single et dernier extrait de l'album. Il est écrit et produit par R. Kelly. La chanson avait été choisie par le label de la chanteuse pour faire office de premier single puis deuxième single, mais cela a été repoussé par Spears qui souhaitait sortir Me Against the Music et Toxic à sa place. Finalement, le morceau est annoncé comme single après avoir été choisi comme bande originale pour le film de Catwoman. Outrageous est une chanson R&B aux influences hip-hop se mêlant à une ambiance exotique. Les parles traitent du matérialisme et du divertissement. Outrageous a reçu des avis mitigées de la part des critiques. Plusieurs ont salué le son funky, notant l'influence de Michael et Janet Jackson, tandis que d'autres l'ont considéré comme « peu mémorable ».
Outrageous s'est seulement classé aux États-Unis, entré dans plusieurs des classements Billboard et ayant pointé à la 79e du  Hot 100. Bitney Spears a interprété la chanson uniquement lors de sa tournée, The Onyx Hotel Tour en 2004. Le clip a été tourné à New York en juin 2004, lorsque Spears s'est blessée au genou et a dû subir une arthroscopie. La vidéo est ainsi annulée, tout comme le reste du Onyx Hotel Tour et la chanson est supprimée de la bande originale de Catwoman. Une vidéo regroupant les différentes scènes tournées du vidéoclip a été publiée dans le DVD, Greatest Hits: My Prerogative.

## Réception
Outrageous a reçu des avis mitigées de la part des critiques. Mim Udovitch de Blender qualifie la chanson comme un « hit des clubs de R. Kelly, une compulsion étrange et des paroles qui sont pratiquement du proxénétisme, dans le style Britney Spears ». William Shaw de Blender choisit le titre comme neuvième meilleure chanson de Spears, soulignant « les chants sans sens à 1:10 ». Lors de la critique de la compilation Greatest Hits: My Prerogative, Ann Powers a commenté Outrageous comme étant « un titre un peu obscène de R. Kelly pris sur la chanson idéale de Janet Jackson ». D. Spence d'IGN dit à propos de la chanson, « Malgré la répétitivité, cela reste funky et pénétrant ». Kelefa Sanneh du New York Times définit le morceau comme « une croisière sur pilote automatique pendant deux minutes puis qui s'éteint subitement pour enchaîner avec un pont délectable inspiré de Michael Jackson ». Annabel Leathes de la BBC Online déclara que « R. Kelly transforme Britney en une Beyoncé infâme ». Caryn Ganz de Spin qualifie Outrageous de chanson qui « ne va nulle part, un hommage au fait de vivre fabuleusement ». Dave de Sylvia de Sputnikmusic  souligna que le titre n'était pas « mémorable mais néanmoins entraînant ». David Browne de Entertainment Weekly déclara qu'avec (I Got That) Boom Boom « ils sont un peu plus qu'oscillant, reposant sur un rythme destiné à faire avancer l'image de la sex-princesse débauchée de Spears ». Jamie Gill de Yahoo! Music Radio fit remarquer qu'« avec cette production facile et vide - il faudrait une veille dame sénile et naïve de Tunbridge Wells pour trouver cela choquant ».

## Performance
Le 14 août 2004, Outrageous débute à la 85e place du Billboard Hot 100 aux États-Unis. Le 28 août 2004, le titre atteint la 79e place. La même semaine, la chanson se classe 23e au classement Billboard Pop Songs. Il parvient également à 27e place du Hot Dance Club Songs le 11 septembre 2004. Outrageous a également atteint la 14e place au classement Hot Dance Singles Sales. Au Japon, Outrageous est resté pendant huit semaines dans le classement Oricon et a atteint la 31e place.

## Promotion
Le clip de Outrageous a été réalisé par Dave Meyers, qui a précédemment travaillé avec Britney Spears sur les vidéos des titres Lucky et Boys, ainsi que sur les publicités du parfum Curious. Il a été tourné dans le Queens et à Manhattan, New York le 8 juin 2004. Le clip devait être diffusé en avant-première sur MTV le 28 juin 2004. Après l'achèvement des scènes avec le chanteur Snoop Dogg en guest star, Britney Spears a été tournée les scènes de danse à Manhattan lorsque autour de 23h30, elle est tombée et s'est blessée au genou gauche. Elle a été emmenée immédiatement à l'hôpital où les médecins ont effectué un examen par IRM, trouvant du cartilage flottant. Le lendemain, Britney Spears subit une arthroscopie. Spears est forcée de garder une attelle pendant six semaines, suivie de huit à douze semaines de rééducation, qui ont causé l'annulation du reste du tournage ainsi que celle de la fin de la tournée The Onyx Hotel Tour. Outrageous a également été déprogrammé de la bande originale de Catwoman. Une vidéo de 45 secondes composée tournées avant que Spears ne se blesse a été publiée sur le DVD, Greatest Hits: My Prerogative. La vidéo débute avec Snoop Dogg et un groupe d'hommes jouant au basketball dans une cour en plein air, jusqu'à ce que Spears apparaisse portant un short baggy bleu. Elle commence à flirter avec lui, avant de sauter dans ses bras et lécher sa barbe. Dans la scène suivante, elle performe avec ses danseurs dans la rue en pleine nuit.
Spears a seulement interprété la chanson au cours de la tournée The Onyx Hotel Tour en 2004. Le titre étant la dernière chanson du cinquième acte du spectacle, intitulé « Security Cameras ». Elle interprète Breathe on Me portant de la lingerie rose tout en simulant diverses pratiques sexuelles avec ses danseurs. Après avoir terminé cette chanson, elle enfile un trench-coat blanc, tandis que ses danseurs sont habillés en noir et interprète Outrageous. L'acte se termine par un sketch qui débouche sur la performance finale de (I Got That) Boom Boom

## Formats
- CD Single Japonais

1. Outrageous — 3:21
2. Outrageous (Murk Space Miami Mix) — 6:48
3. Outrageous (Junkie XL's Dancehall Mix) — 2:55
4. Outrageous (Junkie XL's Tribal Mix) — 6:08
5. Toxic (Armand Van Helden Remix) — 9:34
6. Everytime (Above And Beyond Club Mix) — 8:46
7. Everytime (Scumfrog Haunted Dub) — 8:20

- Vinyle 12" Remixes

1. Outrageous (Murk Space Miami Mix) — 6:48
2. Outrageous (R. Kelly Remix) — 3:24
3. Outrageous (Junkie XL's Dancehall Mix) — 2:55
4. Outrageous (Josh Harris Mixshow) — 5:52
5. Outrageous (Junkie XL's Tribal Mix) — 6:08

- The Singles Collection Coffret Single

1. Outrageous — 3:21
2. Outrageous (Junkie XL's Dancehall Mix) — 2:55

## Classements
| Classement (2004)                           | Meilleure position |
| ------------------------------------------- | ------------------ |
| États-Unis Billboard Hot 100                | 79                 |
| États-Unis Hot Dance Club Songs (Billboard) | 27                 |
| États-Unis Pop Songs (Billboard)            | 23                 |
| Japon                                       | 31                 |